# Metropolitan Museum of Art
Il Metropolitan Museum of Art, a cui spesso ci si riferisce con il nomignolo di "The Met" (in italiano: Museo metropolitano d’Arte o Museo d'Arte Metropolitana), è uno dei più grandi ed importanti musei degli Stati Uniti. La sua sede principale si trova sul lato orientale del Central Park a New York, lungo quello che viene chiamato il Museum Mile (cioè il "Miglio del museo"). Nel 1986 è stato inserito nella lista dei National Historic Landmark. Il Met dispone anche di una sede secondaria, chiamata The Cloisters, dedicata interamente all'arte medievale. La collezione permanente del Met contiene più di due milioni di opere d'arte, suddivise in diciannove sezioni.
Sono permanentemente esposte opere risalenti all'antichità classica e all'antico Egitto, dipinti e sculture di quasi tutti i più grandi maestri europei, e una vasta collezione di arte statunitense e moderna. Il Met possiede anche una notevole quantità di opere d'arte africane, asiatiche, dell'Oceania, bizantine e islamiche. Il museo ospita anche delle collezioni enciclopediche di strumenti musicali, abiti e accessori d'epoca e armi ed armature antiche provenienti da tutto il mondo. Nelle gallerie del museo sono sempre esposte importanti ricostruzioni d'interni, che spaziano dalla Roma del I secolo al moderno design statunitense. Oltre all'esposizione permanente, il Met organizza ed ospita grandi mostre itineranti per tutto il corso dell'anno.

## Storia

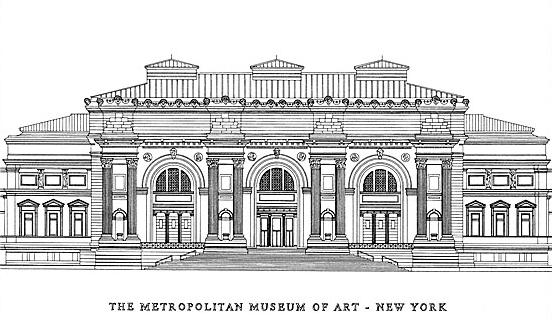
Il prospetto del Metropolitan Museum of Art di New York.

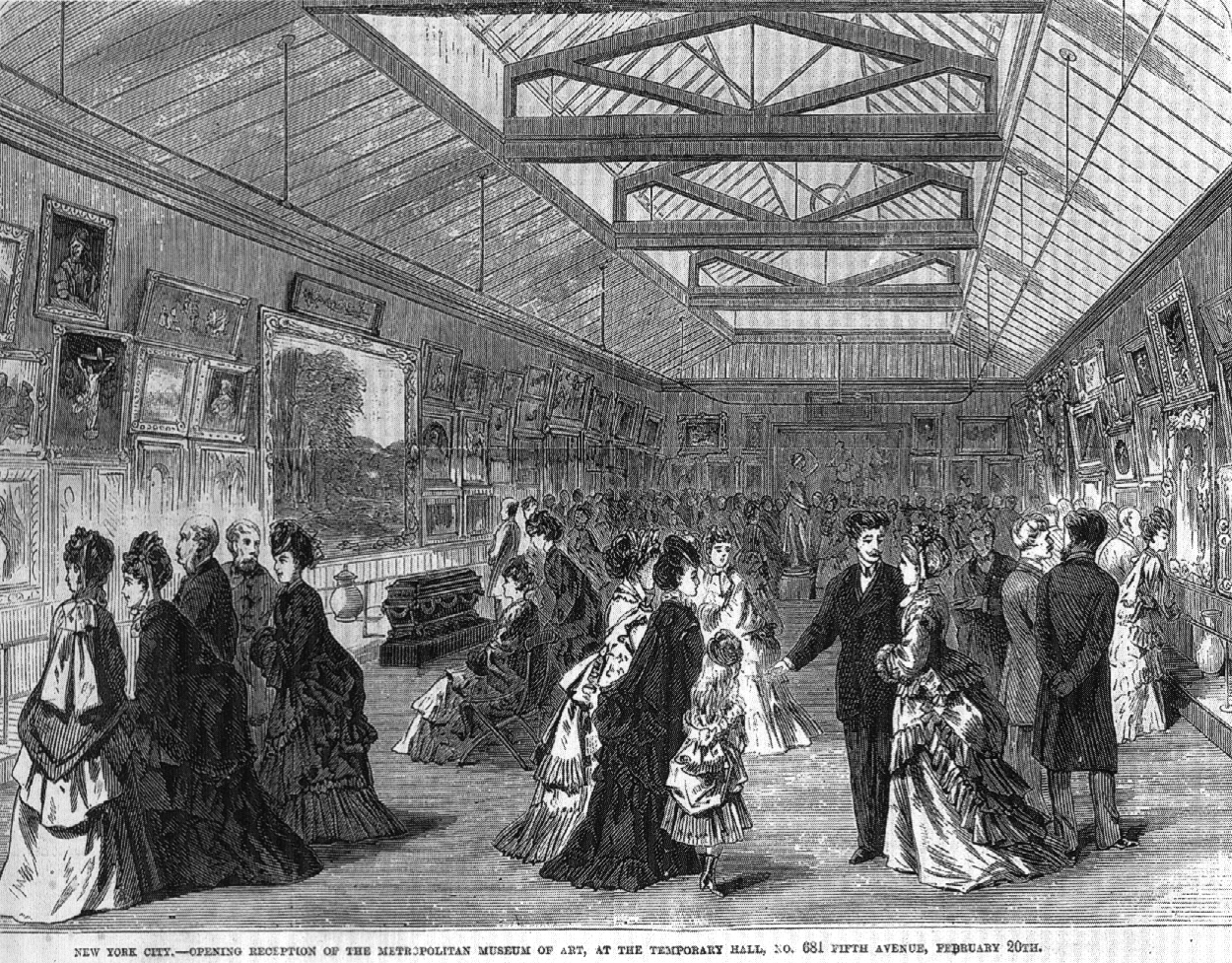
La festa di inaugurazione della galleria d'arte al 681 di Fifth Avenue il 20 febbraio 1872. Incisione su legno pubblicata su Frank Leslie's Weekly il 9 marzo 1872.

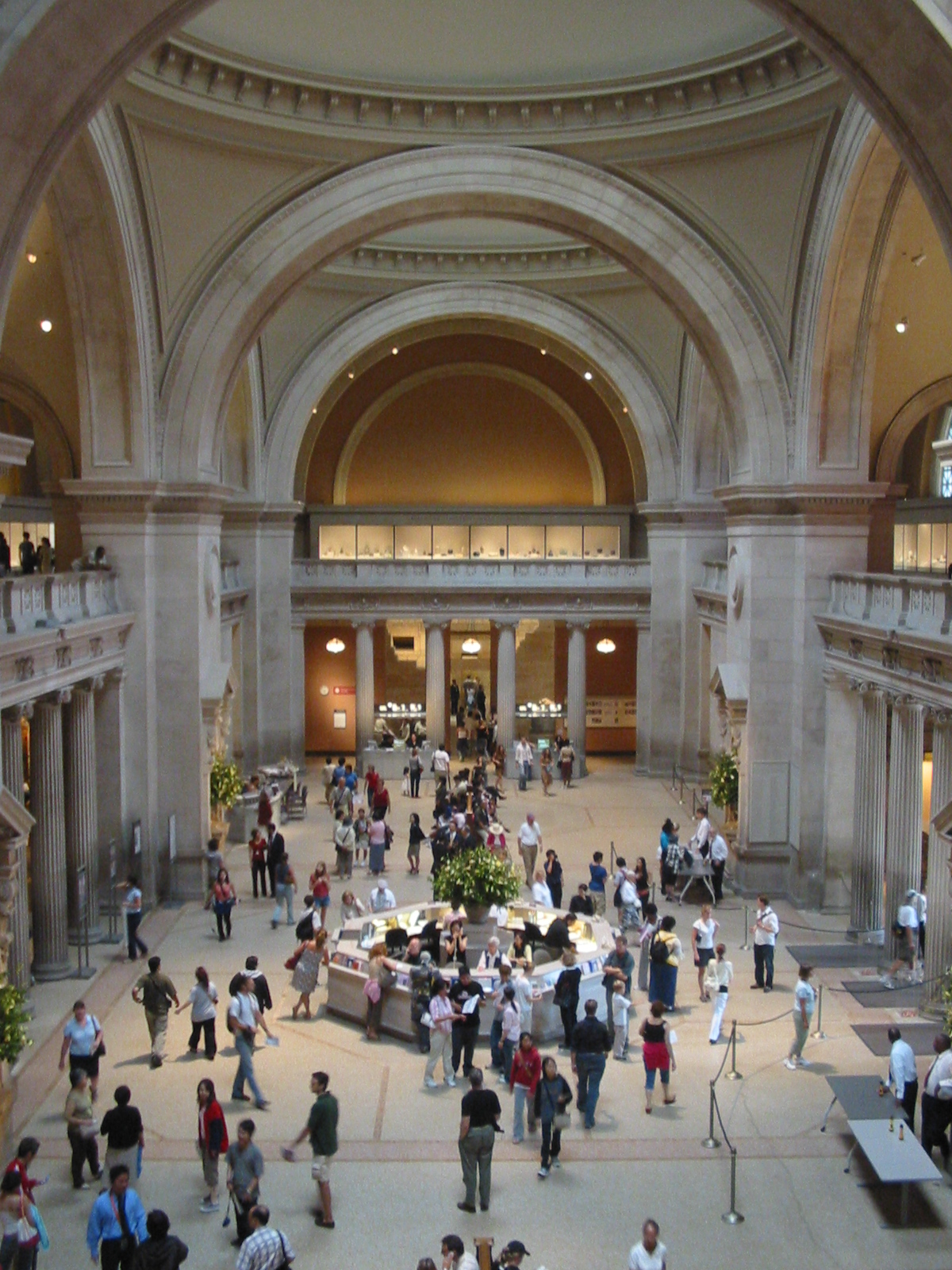
L'atrio centrale del museo.

Il Metropolitan Museum of Art fu inaugurato il 20 febbraio 1872 durante la presidenza di Ulysses S. Grant, ed era originariamente ospitato da un palazzo al n. 681 della Quinta Strada. Il suo primo presidente fu John Taylor Johnston, un dirigente delle ferrovie la cui collezione privata servì da base di partenza per il museo, mentre l'editore George Palmer Putnam entrò a far parte del gruppo dirigenziale con la carica di Sovrintendente. Sotto la loro guida il patrimonio del Met, che inizialmente consisteva in un sarcofago romano di pietra e di 174 dipinti (per lo più di provenienza europea), crebbe molto rapidamente, fino ad superare lo spazio disponibile.
Nel 1873, in occasione dell'acquisto da parte del Met della collezione di antichità cipriote di Luigi Palma di Cesnola, il museo abbandonò la sede sulla Quinta Strada per spostarsi nella Douglas Mansion, ad ovest della Quattordicesima Strada. Tuttavia anche questa nuova sistemazione fu temporanea; dopo alcune trattative con la città di New York il Met acquistò un terreno sul lato est del Central Park dove venne edificata la sua sede permanente, una costruzione neogotica in mattoni rossi progettata dagli architetti Calvert Vaux e Jacob Wrey Mould.
Da allora il Met non si è più spostato e la struttura originale fa tuttora parte del palazzo che lo ospita attualmente. Il museo però ha naturalmente continuato ad ingrandirsi nel corso degli anni, aggiungendo tra l'altro la caratteristica facciata in stile Beaux-Arts progettata da Richard Morris Hunt e completata nel 1926. Nel 2006 il palazzo del Met è lungo circa 450 metri ed occupa un'area di più di 180 000 m², 20 volte più della costruzione originale del 1880.

## Direttori
Nove sono stati i direttori del Metropolitan Museum:
1. Luigi Palma di Cesnola, dal 1879 al 1904
2. Caspar Purdon Clarke, dal 1904 al 1910
3. Edward Robinson, dal 1910 al 1932
4. Herbert Eustis Winlock, dal 1932 al 1939
5. Francis Henry Taylor, dal 1940 al 1955
6. James Rorimer, dal 1955 al 1966
7. Thomas Hoving, dal 1967 al 1977
8. Philippe de Montebello, dal 1977 al 2008
9. Thomas P. Campbell, dal 2009

## Presidenti
Ci sono stati quindici presidenti del Met:
1. John Taylor Johnston, 1870-1889[14]
2. Henry Gurdon Marquand, 1889-1902[15]
3. Frederick W. Rhinelander, 1902-1904[16]
4. John Pierpont Morgan, 1904-1913[17]
5. Robert W. De Forest, 1913-1931[18]
6. William Sloane Coffin, 1931-1933[17]
7. George Blumenthal, 1934-1941[17]
8. William Church Osborn, 1941-1947[19]
9. Roland L. Redmond, 1947-1964[20]
10. Arthur Amory Houghton, Jr., 1964-1970[21]
11. C. Douglas Dillon, 1970-1977[22]
12. William B. Macomber, Jr., 1978-1986[23][24]
13. William H. Luers, 1986-1999[25]
14. David E. McKinney, 1999-2005[26]
15. Emily Kernan Rafferty, 2005-2015 (ritiro già annunciato[27])[28]

## Reparti
La collezione permanente del Met è divisa in 19 settori diversi, ciascuno dei quali viene seguito da uno staff specializzato di curatori, restauratori e studiosi.

### Arte egizia

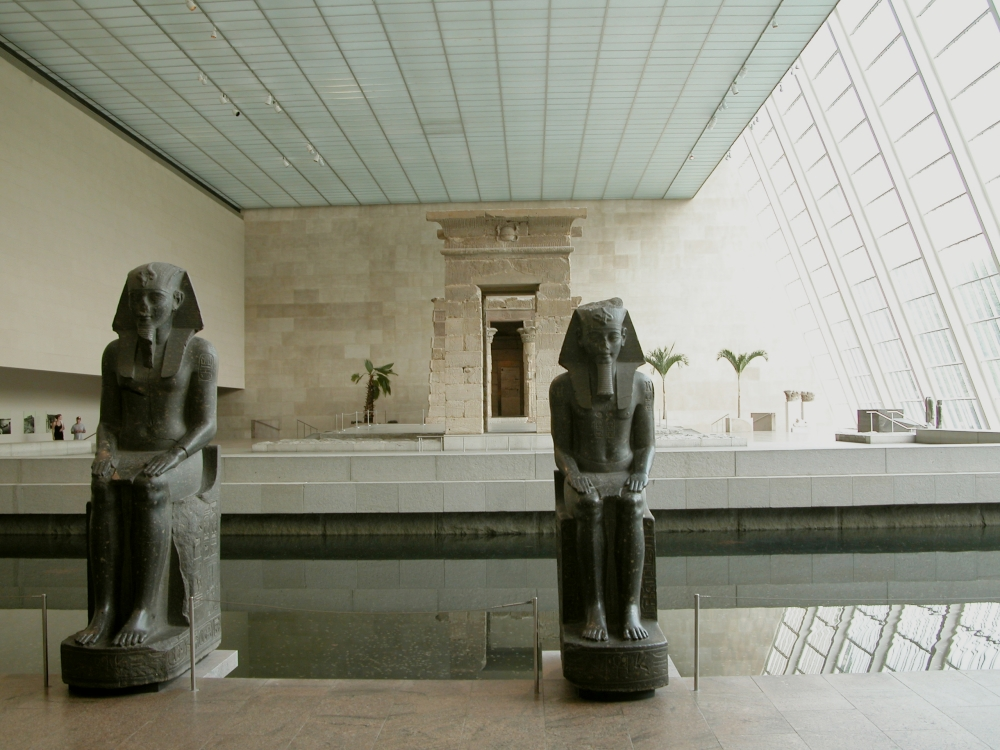
Una panoramica del salone dell'ala Sackler con sullo sfondo il ricostruito Tempio di Dendur.

Nonostante la maggior parte dei primi pezzi d'arte egizia acquisiti dal Met provenissero da collezioni private, attualmente quasi la metà della collezione è composta da reperti rinvenuti durante scavi archeologici condotti direttamente dal museo e realizzati nel periodo 1906 - 1941. Ne fanno parte più di 36 000 pezzi che vanno dall'età paleolitica fino all'epoca del dominio romano e quasi tutti sono permanentemente esposti nelle 40 gallerie che compongono la vasta ala del museo dedicata a questo periodo.
Tra i pezzi più rappresentativi si segnalano 24 modellini di legno, scoperti nel 1920 in una tomba a Deir el-Bahari, che ritraggono con ricchezza di dettagli genuini scorci della vita egiziana nel periodo del medio regno: barche, giardini e scene di quotidiana vita casalinga. Il vero pezzo forte della collezione continua però ad essere il Tempio di Dendur. Dopo essere stato smontato dal governo egiziano per salvarlo dalle acque dopo la costruzione della diga di Assuan, il grande tempio in arenaria fu dato agli Stati Uniti nel 1965 e nel 1978 fu ricostruito nell'ala Sackler del Met. Ospitato da un vasto salone, parzialmente circondato da una vasca piena d'acqua e illuminato da una vetrata ampia come l'intera parete che si affaccia sul Central Park, il Tempio di Dendur è una delle principali attrazioni del museo.

### Arte mediorientale antica
A partire dalla fine del XIX secolo il Met iniziò ad acquisire opere d'arte e manufatti del Vicino Oriente. Iniziando con alcune tavolette e sigilli con iscrizioni di tipo cuneiforme, la collezione del museo è man mano cresciuta fino a comprendere più di 7.000 pezzi. Presenta la storia della regione a partire dal Neolitico e, passando per la caduta dell'Impero Sasanide e la fine della tarda antichità, include tra le altre opere sumere, ittite, sasanidi, assire, babilonesi e elamite al tempo del medioevo, oltre ad una vasta raccolta di oggetti risalenti all'Età del bronzo. Tra i pezzi più notevoli un gruppo di lamassu monumentali provenienti dal palazzo del re assiro Assurnasirpal II.

### Arte greca e romana

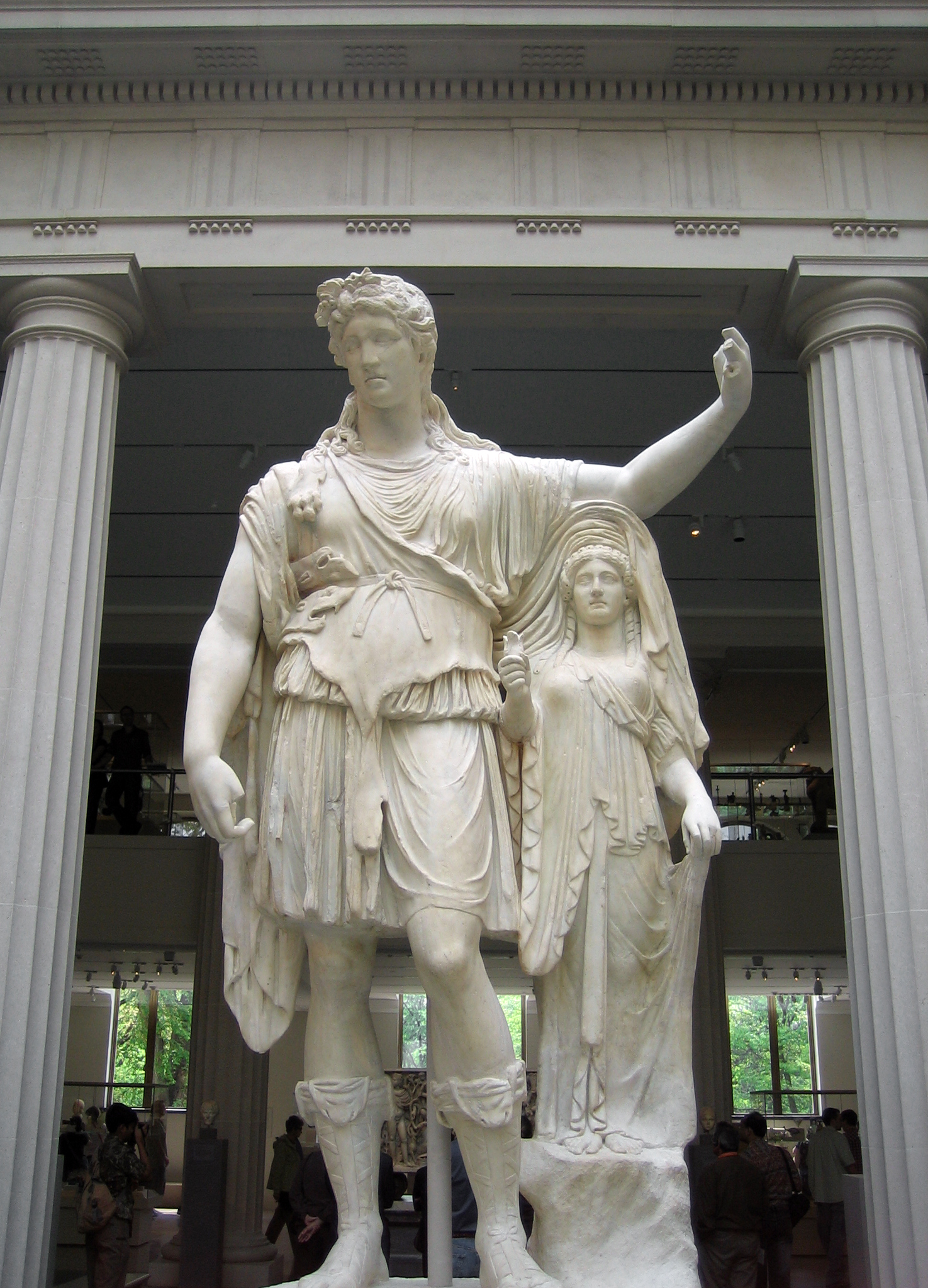
Una delle statue romane esposte al Met (nello specifico, il Dioniso Hope).

La collezione del Met di arte greca e romana comprende più di 35 000 opere. La collezione è stata iniziata nel momento stesso della fondazione del museo; il primo pezzo del museo fu un sarcofago romano, tuttora esposto al pubblico. Tra le molte opere di grande importanza presenti nella collezione vi sono il monumentale sarcofago di Amato e lo splendidamente decorato carro etrusco noto come il Carro di Monteleone. La collezione comprende anche pezzi di età più antica provenienti dalle stesse aree geografiche, i più notevoli dei quali sono un gruppo di statue risalenti al III millennio a.C. ritrovate nelle isole Cicladi alcune delle quali hanno un aspetto così stilizzato ed astratto da poter essere scambiate per opere moderne.
Nelle gallerie sono presenti molti grandi affreschi e bassorilievi risalenti ad epoche diverse tra cui la ricostruzione completa di un cubicolo della villa di Agrippa Postumo dopo che l'eruzione del Vesuvio del 79 d.C. l'aveva sepolta. Nel 2007 le gallerie dedicate all'arte greca e romana del Met sono state ampliate di circa 6 000 m², permettendo così di esporre in via permanente la maggior parte della collezione.

### Arte asiatica

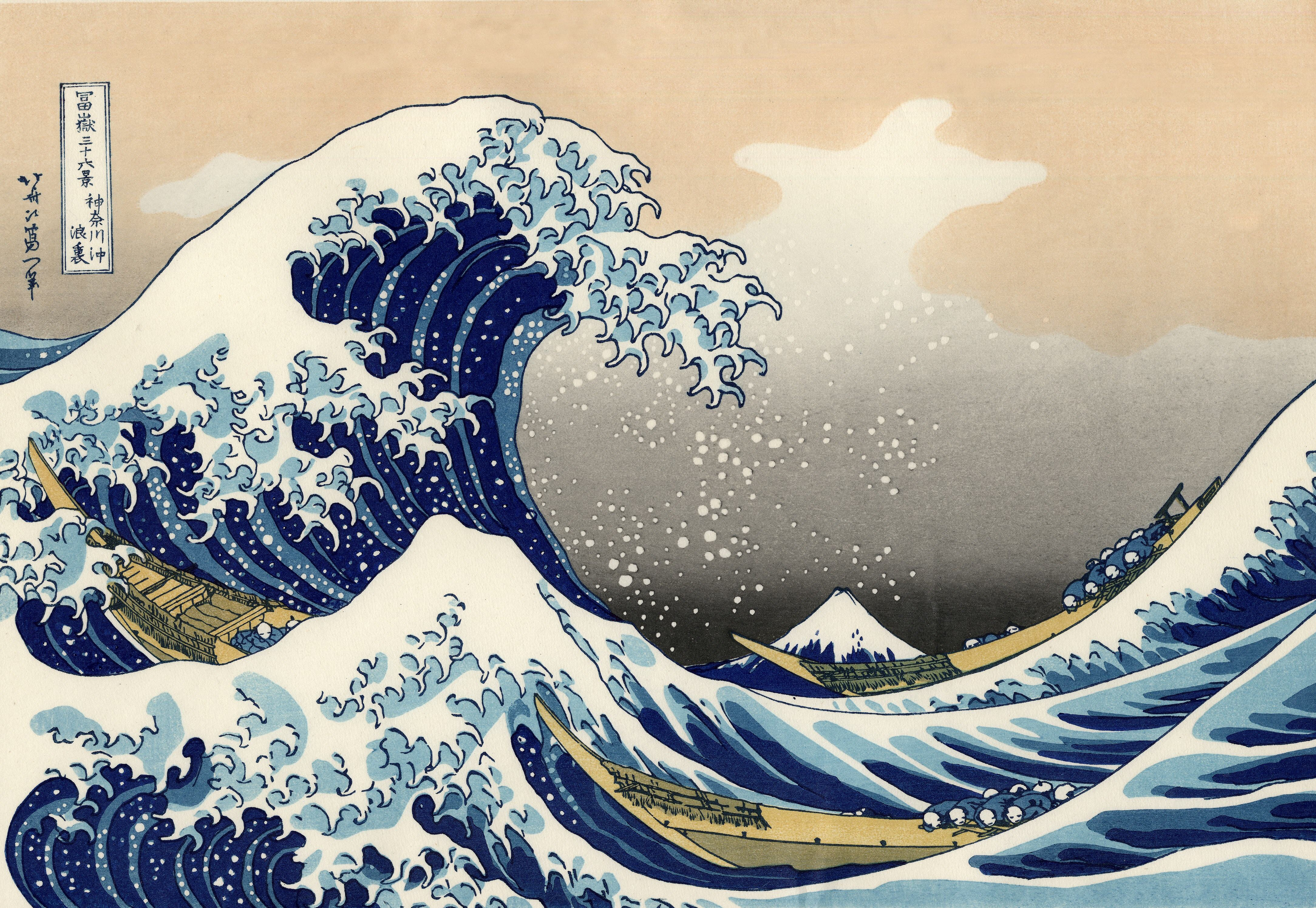
La grande onda fuori Kanagawa di Hokusai.

La sezione del Met dedicata all'Asia presenta una raccolta di opere d'arte che molto probabilmente è la più vasta nel mondo occidentale. La sua origine risale ai primi anni dalla fondazione del museo: molti dei filantropi che fecero le prime donazioni al museo avevano nelle loro collezioni delle opere d'arte asiatica. Attualmente la raccolta occupa un'intera ala del museo, comprende più di 60 000 pezzi e abbraccia un periodo di 4 000 anni.
Nella sezione sono rappresentate tutte le civiltà asiatiche e le opere in esposizione includono tutti i tipi di arte decorativa, dalla pittura, alle stampe, alla scultura agli oggetti in metallo. La sezione è nota per la sua completa collezione di dipinti e modelli calligrafici cinesi, così come per le opere nepalesi e tibetane. La collezione non comprende soltanto opere d'arte od oggetti per uso religioso o rituale; molti dei pezzi più celebri sono infatti oggetti d'uso comune. È presente anche una ricostruzione completa di un giardino cinese della Dinastia Ming basato su uno dei cortili del Giardino del maestro delle reti da pesca di Suzhou.

### Arte africana, oceanica, e americana

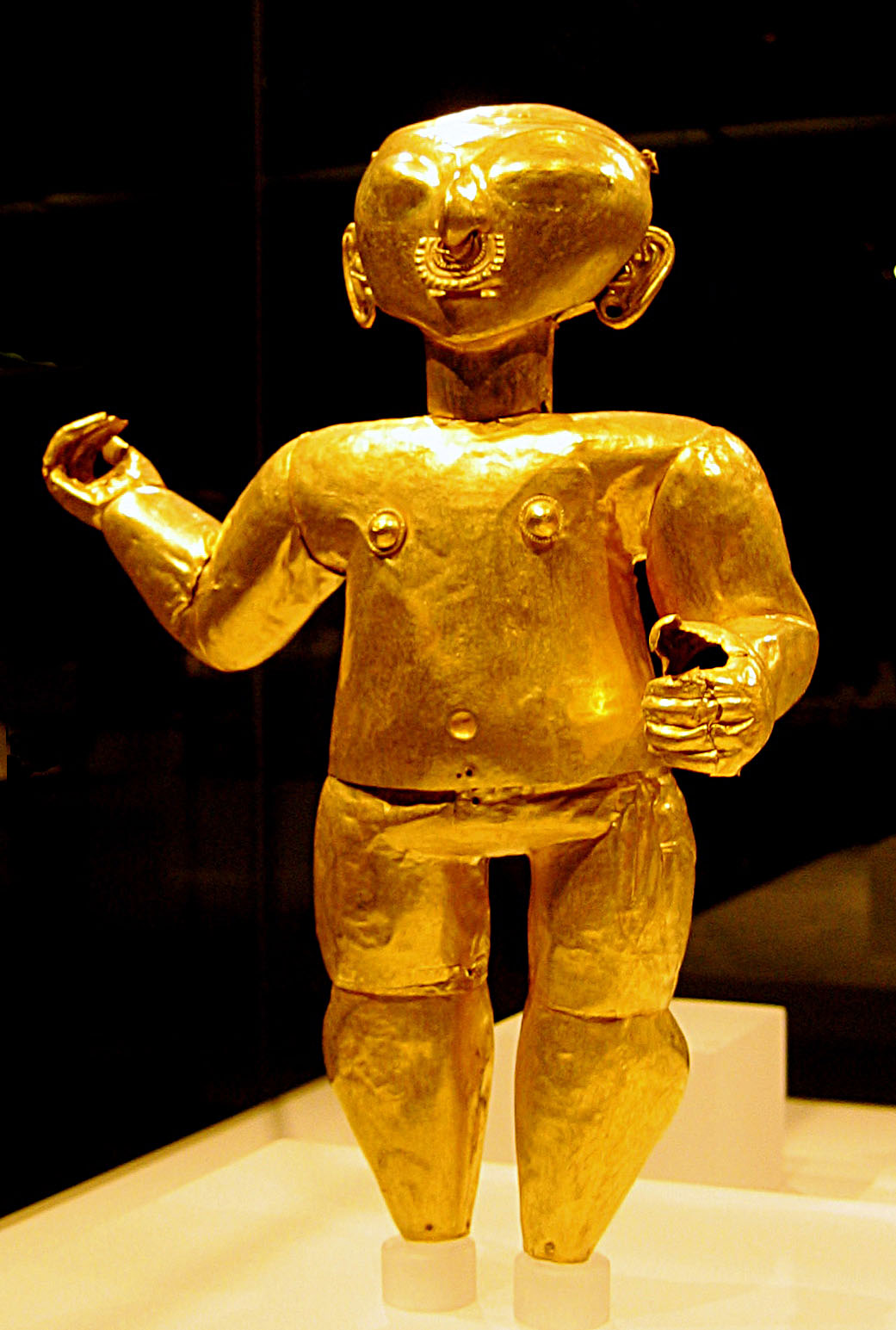
Statuetta d'oro precolombiana - I sec. a.C. / I sec. d.C.

Il Met acquisì un primo lotto di antichità peruviane nel 1882, ma non iniziò ad occuparsi veramente di opere africane, oceaniche e del resto delle Americhe fino al 1969, quando l'uomo d'affari e filantropo Nelson A. Rockefeller donò al museo la sua collezione personale, che comprendeva più di 3 000 pezzi. Attualmente la collezione del Met ne comprende più di 11 000 e li ospita nell'ala Rockefeller, situata nella parte meridionale del museo e ampia 4 000 m². La collezione spazia dalle rocce dipinte dagli aborigeni australiani 40 000 anni fa, ad un gruppo di pali commemorativi intagliati dagli Asmat della Nuova Guinea, ad un'eccezionale raccolta di oggetti personali e da cerimonia provenienti dal Regno del Benin in Nigeria. La varietà dei reperti presenti in questa collezione è senza dubbio la più ampia di ogni altro settore del museo, dato che include davvero di tutto, dai metalli preziosi agli aculei di porcospino.

### Arte islamica

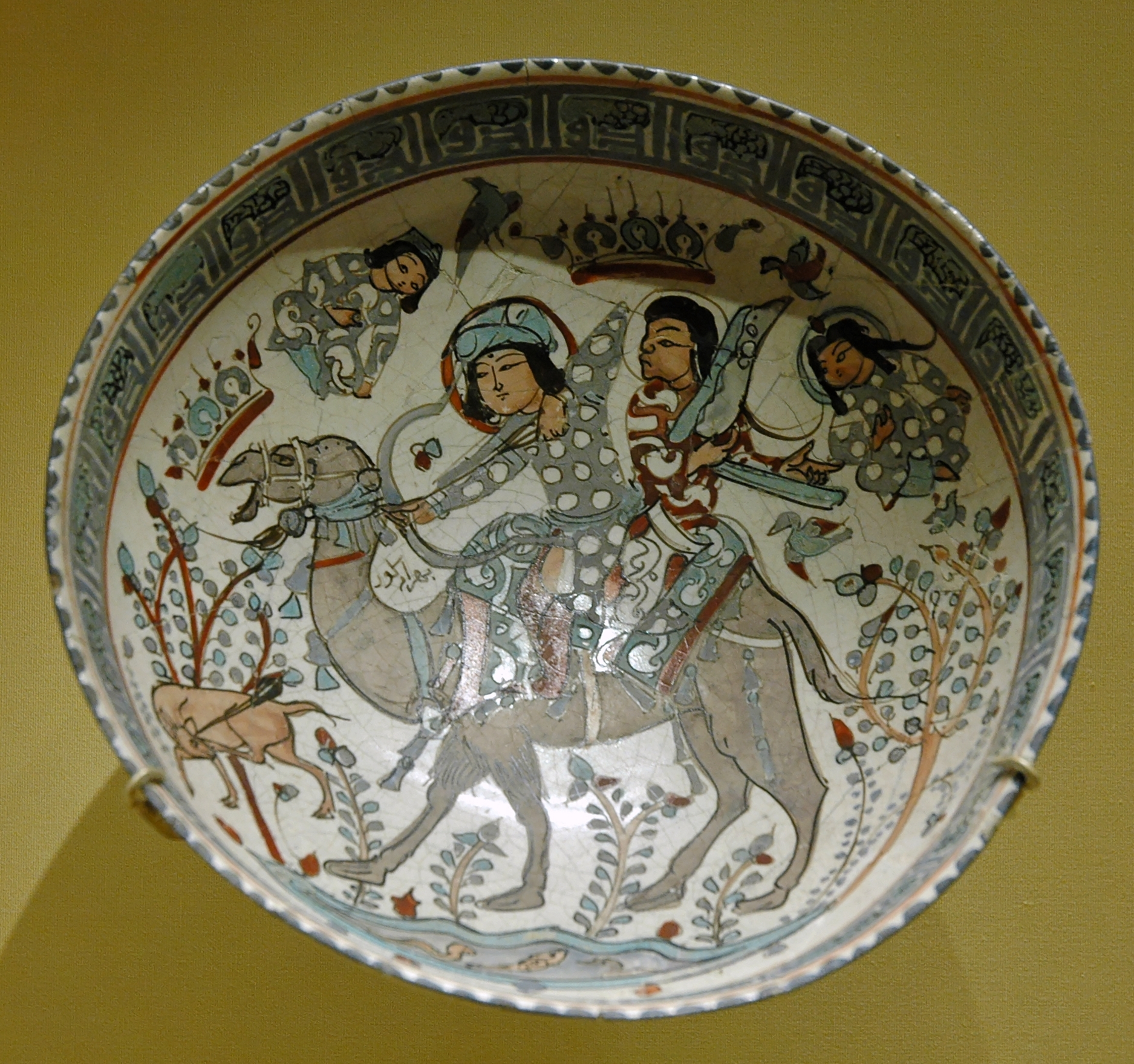
Una coppa su cui è ritratto Bahram Gûr, l'eroe dello Shahnameh insieme all'arpista Azada. Iran XII- XIII secolo.

La collezione del Met di arte islamica non si limita a radunare oggetti religiosi, anche se di tale categoria può essere così classificato. Molti dei 12 000 pezzi sono oggetti di uso comune, tra cui ceramiche ed arazzi, appartenenti a tutte le zone di influenza islamica, dalla Spagna al Nordafrica all'Asia centrale.
La parte più importante della collezione è rappresentata dalla raccolta di miniature provenienti dall'Iran e dall'Impero indiano Moghul, tra cui Gli amanti di Reza Abbasi. Sono presenti anche modelli calligrafici sia di provenienza religiosa che secolare, come i decreti di Solimano il Magnifico o vari Corani manoscritti, che rappresentano varie epoche e stili. Come molte altre sezioni del museo anche quella di arte islamica contiene pezzi d'arredamento, tra cui la ricostruzione completa della Stanza di Nur Al-Din, proveniente da una residenza di Damasco del XVIII secolo.

### Arte medievale

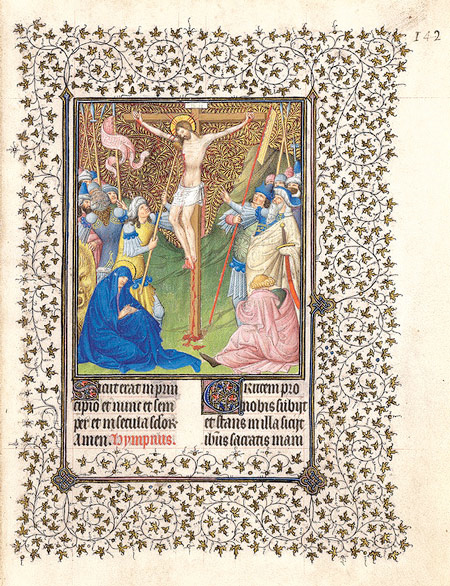
Una miniatura medievale esposta al Met.

La collezione del Met di arte medievale si compone di una vasta gamma di oggetti d'arte occidentale che va dal IV secolo all'inizio del XVI secolo, oltre che prodotti della cultura bizantina e oggetti di epoca premedievale non inseriti nella collezione greco-romana. In totale la sezione di arte medievale conta su circa 11 000 pezzi, suddivisi tra l'edificio principale sulla Quinta strada e la sede distaccata chiamata "The Cloisters".

#### Esposizione principale
La collezione di arte medievale presente nel corpo principale del museo, localizzata al primo piano nella galleria dedicata, contiene circa 6 000 opere. La galleria principale ospita la maggior parte delle opere di origine bizantina, affiancate ad alcune di origine europea, che però sono per la maggior parte esposte presso The Cloisters. Vi sono un gran numero di arazzi e statue di carattere religioso o funerario, mentre nelle gallerie laterali sono esposte opere di minori dimensioni come pezzi di gioielleria in oro e avorio e reliquiari.

#### The Cloisters
The Cloisters fu realizzato per un'idea di William R. Valentiner, talentuoso curatore di origine tedesca della sezione Arti decorative al Metropolitan Museum, e grazie alle cospicue donazioni di John Davison Rockefeller jr, uno dei principali benefattori del Met. Dal 1927 vengono raccolte parti di chiese e monasteri da tutta Europa e radunate a Manhattan. Completato più di dieci anni dopo, nel 1938, the Cloisters è un edificio del museo dedicato esclusivamente ad ospitare l'arte medievale, situato nel Fort Tryon Park. La collezione esposta originariamente era quella di un precedente e diverso museo, raccolta da George Grey Barnard e acquistata in toto da Rockefeller nel 1925 per donarla al Met.
The Cloisters (it. I Chiostri) prende questo nome dai cinque chiostri medievali francesi la cui struttura, dopo essere stata recuperata e restaurata, è stata incorporata nella moderna costruzione del museo. La collezione esposta ospita molti oggetti di eccezionale bellezza rilevanza storica.

### Pittura europea

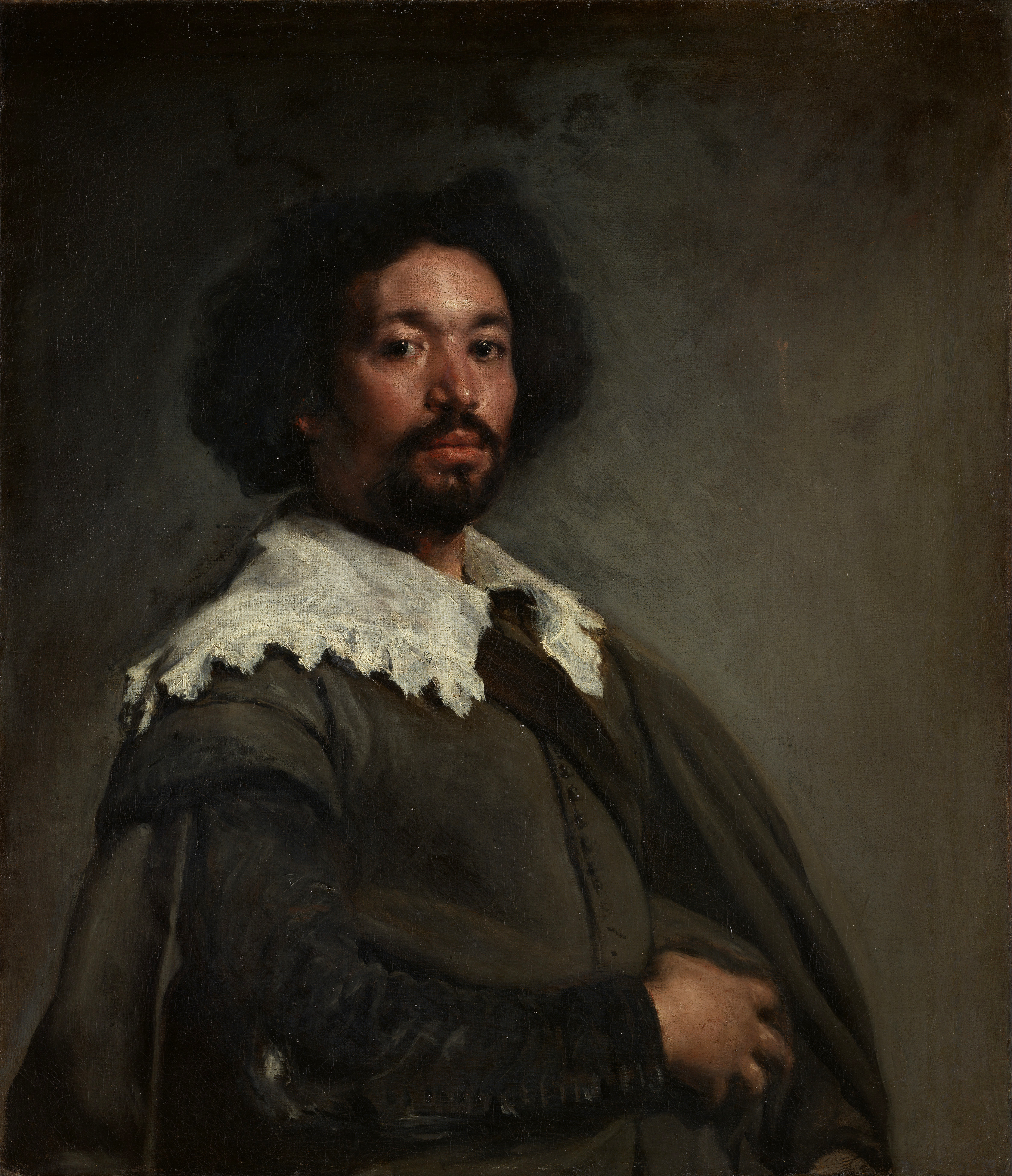
Diego Velázquez, Juan de Pareja.

Il Met conta su una delle migliori collezioni al mondo di dipinti di scuola europea. Anche se le opere sono soltanto circa 2 200, tra esse si trovano alcuni dei più celebri e immediatamente riconoscibili dipinti del mondo. Le acquisizioni più importanti hanno da sempre interessato questa sezione, concentrandosi soprattutto su dipinti dei grandi maestri del passato e del XIX secolo, ponendo una particolare attenzione alle scuole francese, italiana e olandese. Nella raccolta sono rappresentati moltissimi grandi artisti: Il museo possiede 37 dipinti di Monet, 21 opere ad olio di Cézanne e 18 di Rembrandt, tra cui Aristotele contempla il busto di Omero.
I 5 dipinti di Vermeer costituiscono la più grande raccolta di opere dell'artista al mondo. Tra gli altri capolavori della collezione l'Autoritratto con cappello di paglia di Van Gogh, I mietitori di Pieter Bruegel il Vecchio e Morte di Socrate di Jacques-Louis David. Negli ultimi decenni il Met ha seguito la politica di vendere alcuni dei suoi pezzi "minori" per poterne acquistare un numero minore ma di livello "mondiale". Anche se questo modo di gestire il museo resta discusso, ha permesso di acquisire un certo numero di straordinari (e straordinariamente costosi) capolavori, ad iniziare dal Juan de Pareja di Velázquez nel 1971. Una delle ultime acquisizioni del museo è la Madonna con bambino di Duccio di Buoninsegna che è costato più di 32 milioni di euro, più del doppio di quanto il museo avesse mai pagato un dipinto fino a quel momento. Il dipinto misura soltanto cm. 23 x 15, ma è stato soprannominato la "Monna Lisa del Met".

### Scultura ed arti decorative europee
Anche se alla pittura europea è dedicata una sezione a parte, anche le altre forme d'espressione artistica europee sono ben rappresentate al Met. Di fatto la collezione di scultura ed arti decorative europee è una delle più vaste sezioni del museo, dal momento che racchiude più di 50 000 pezzi che coprono un periodo che va dal XV secolo all'inizio del XX. La collezione si concentra in modo particolare sulla scultura rinascimentale, ma comprende anche pezzi d'arredamento, gioielli, vetri, ceramiche, arazzi, stoffe, strumenti matematici e per la misurazione del tempo. I visitatori possono entrare in dozzine di stanze completamente arredate con materiali d'epoca e trasferite nelle gallerie del Met. Fa parte della collezione un patio del XVI secolo prelevato dal castello spagnolo di Vélez-Blanco e meticolosamente ricostruito. Alcune delle opere più importanti presenti nella sezione sono il Baccanale di Bernini, I cittadini di Calais di Rodin e varie opere di Houdon, tra cui il Busto di Voltaire e il famoso ritratto della figlia Sabine.

### Pittura e scultura statunitensi
A partire dalla sua fondazione il Metropolitan Museum of Art ha posto un'attenzione particolare nell'acquisizione di arte statunitense. Il primo pezzo che entrò a far parte della collezione del Met fu una scultura allegorica di Hiram Powers intitolata California, acquisita nel 1870, che è tuttora esposta nelle gallerie del museo. Nei decenni seguenti la collezione è cresciuta fino ad includere più di 1 000 dipinti, 600 sculture e 2 600 disegni, coprendo l'intera storia dell'arte statunitense a partire dal primo periodo coloniale fino all'inizio del XX secolo. La collezione comprende molti dei più famosi dipinti statunitensi, tra cui il ritratto di George Washington ad opera di Gilbert Stuart e l'imponente Washington Crossing the Delaware di Emanuel Leutze. Sono presenti anche capolavori di celebri artisti come Winslow Homer, George Caleb Bingham, John Singer Sargent, James McNeill Whistler e Thomas Eakins.

### Arti decorative statunitensi
Il settore di Arti decorative statunitensi comprende circa 12 000 pezzi, che vanno dalla fine del XVII all'inizio del XX secolo. Anche se il Met aveva acquisito le sue prime opere d'arte di questo tipo nel 1909 grazie ad una donazione di Margaret Olivia Slocum Sage, moglie del finanziere Russell Sage, un settore specificamente dedicato alle opere statunitensi non fu in realtà aperto fino al 1934. Uno dei pezzi forti del reparto di Arti decorative americane è la vasta collezione di vetrate colorate. La collezione, probabilmente la più grande del mondo, include diversi pezzi creati da Louis Comfort Tiffany. Il reparto è inoltre molto noto per le sue 25 stanze in ognuna delle quali è stato ricreato un ambiente completo d'arredamento e decorazioni risalente ad un particolare periodo storico, oppure interamente opera di un importante stilista. Attualmente il settore comprende anche un grande raccolta di pezzi d'argenteria, tra cui si trovano vari pezzi realizzati da Paul Revere come opere di Tiffany & Co.

### Disegni e stampe
Anche altre sezioni contengono un certo numero di disegni e stampe, ma l'apposita sezione è specificamente dedicata ad opere nordamericane ed europee realizzate a partire dal periodo successivo al medioevo. Attualmente la collezione disegni e stampe comprende più di 11 000 disegni, 1 500 000 stampe e 12 000 libri illustrati. La collezione è cresciuta molto rapidamente a partire dalla prima donazione di 670 disegni fatta da Cornelius Vanderbilt nel 1880. Vi sono rappresentati tutti i più grandi maestri europei che si dedicarono a questa forma d'arte. La sezione contiene infatti tra le altre, opere di Michelangelo, Leonardo, Rembrandt, Van Dyck, Dürer, Degas e Redon.

### La collezione Robert Lehman
Nel 1969, dopo la morte del banchiere Robert Lehman, la fondazione da lui creata donò al museo quasi 3 000 opere d'arte, ora ospitate nell'Ala "Robert Lehman". Per evidenziare il carattere di collezione personale di questa raccolta, il Met ha deciso di ospitarla in una speciale serie di gallerie ispirate all'aspetto degli interni della ricca dimora di Lehman; la scelta di tenere questa collezione separata dal resto, rendendola una specie di "museo nel museo" ha suscitato sia consensi che critiche, anche se la sua acquisizione è stata unanimemente vista come un grosso colpo per il Met.
Diversamente dalle altre sezioni la Collezione Robert Lehman non si concentra su uno specifico periodo o su un solo stile artistico, ma riflette invece gli interessi personali del suo creatore. Il collezionista Lehman pose la propria attenzione principalmente sui dipinti del Rinascimento italiano, specialmente della scuola senese. La collezione include capolavori di Botticelli e del Veneziano, oltre ad un rilevante numero di opere di pittori spagnoli come El Greco e Goya. Tra i disegni si trovano opere di Rembrandt e Albrecht Dürer. La Princeton University Press ha prodotto una vasta documentazione sulla collezione, pubblicando una serie di volumi intitolati "The Robert Lehman Collection Catalogues".

### Arte contemporanea
Grazie alle oltre 10 000 opere d'arte, principalmente di artisti europei e statunitensi, la collezione di arte contemporanea occupa nelle gallerie del museo uno spazio di 6 000 m² e comprende diverse opere ritenute delle vere e proprie icone dei movimenti contemporanei. Tra le opere più note si citano il Ritratto di Gertrude Stein di Picasso, White Flag di Jasper Johns, Autumn Rhythm (Numero 30) di Pollock e il trittico di Max Beckmann L'inizio. Alcuni artisti vedono le loro opere presenti in gran numero: ad esempio la collezione comprende ben 40 dipinti di Paul Klee e ne attraversa l'intera carriera. A causa della lunga storia del Met, alcuni dipinti "contemporanei" acquisiti nel corso degli anni sono stati poi spostati in altre collezioni, in particolare in quella della sezione dedicata alla pittura statunitense ed europea.

### Armi e armature

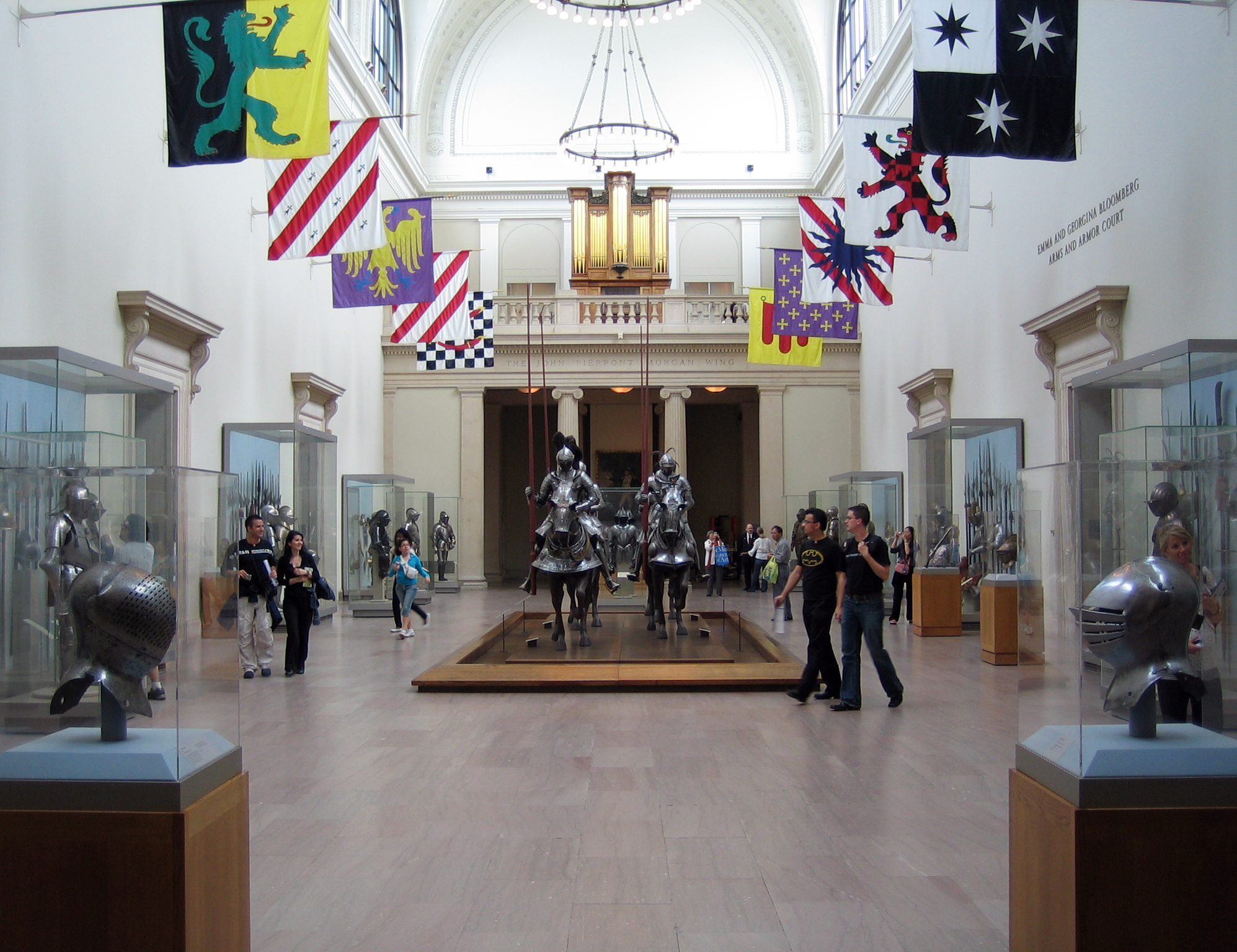
La sala principale del settore dedicato alle armi antiche.

La sezione del Met dedicata ad armi e armature è una delle più popolari del museo. La caratteristica "parata" di cavalieri in armatura presente al primo piano è uno dei suoi simboli più riconoscibili. La collezione, che presenta anche pezzi realizzati soltanto per parate o per essere messi in mostra, ha il suo punto di forza nella produzione europea del tardo medioevo e in quella giapponese del periodo che va dal V al IX secolo. Questi in ogni caso non sono gli unici periodi e culture rappresentati; la collezione spazia in più zone geografiche di quasi ogni altro settore e comprende armi ed armature dell'Egitto del periodo arcaico, dell'antica Grecia, della Roma imperiale, dell'antico Medio Oriente, dell'Africa, dell'Oceania e delle Americhe. Ci sono anche armi da fuoco statunitensi (specialmente Colt) del XIX e XX secolo. Fanno parte della collezione diversi pezzi appartenuti a principi e re, tra cui si segnalano le armature di Enrico II di Francia e di Ferdinando I di Germania.

### L'Istituto costumi e abbigliamento
Nel 1937 il Museum of Costume Art si unì al Met e ne divenne il dipartimento abbigliamento e costumi. Oggi la sua collezione raccoglie più di 80 000 tra abiti ed accessori. Tra questi, l'abito da sera Cyclone creato da Jeanne Lanvin per sua figlia. A causa della natura delicata dei pezzi della collezione non esiste un'esposizione permanente, ma ogni anno nelle gallerie del Met si tengono due diverse sfilate ciascuna incentrata su uno specifico tema o su uno stilista. Negli anni scorsi le sfilate dedicate a celebri stilisti come Chanel, Gianni Versace, Yves Saint Laurent e Cristóbal Balenciaga o a dive della moda come Jacqueline Kennedy Onassis, Babe Paley, Iris Apfel e Diana Vreeland hanno riscosso un grande successo.

### Fotografia

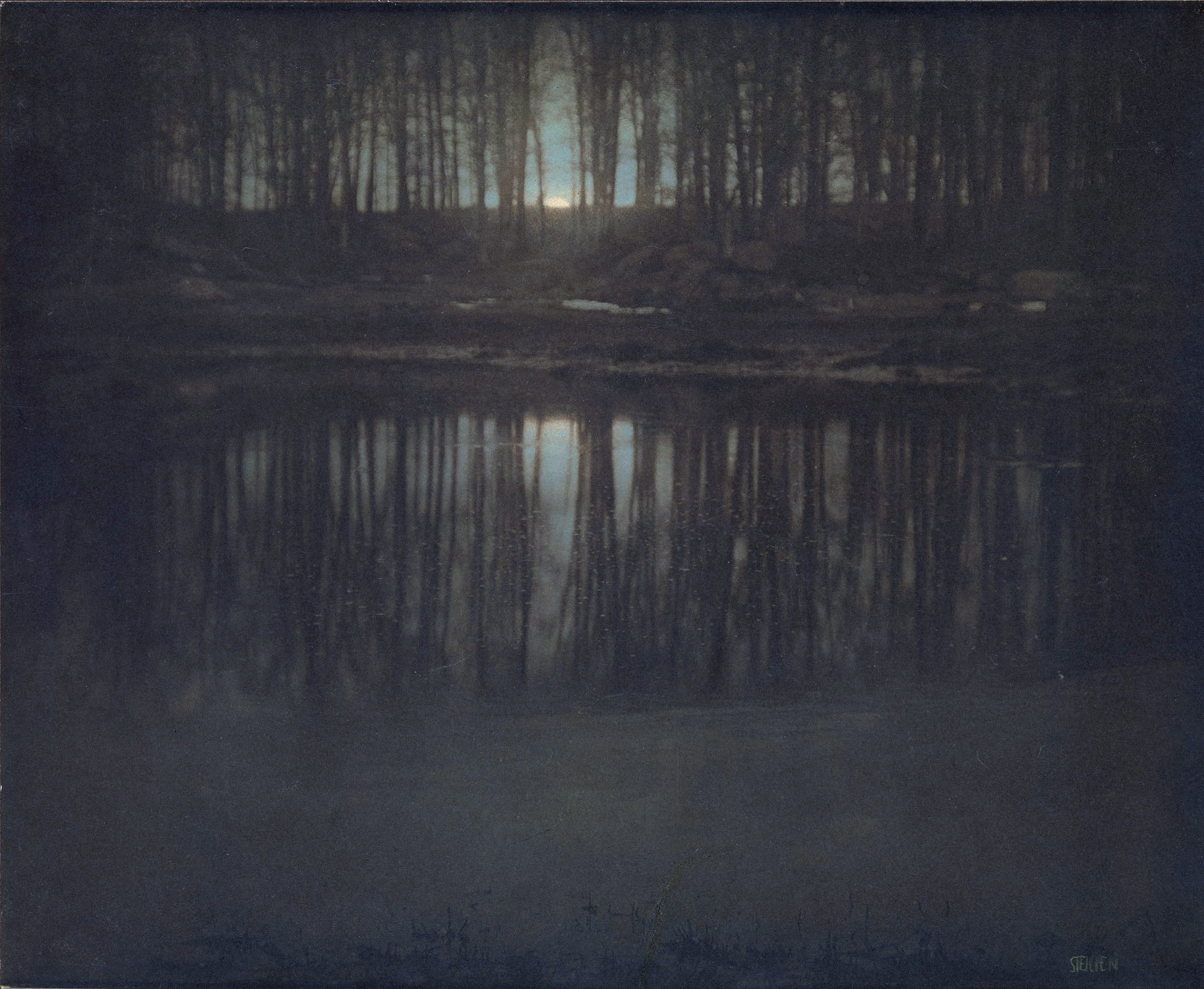
The Pond-Moonlight di Steichen.

La raccolta di fotografie del Met, che comprende più di 20 000 pezzi, è basata su cinque precedenti collezioni principali, a cui si aggiungono le altre singole acquisizioni del museo. La prima grossa donazione fu effettuata dal celebre fotografo Alfred Stieglitz; questa comprendeva un importante selezione di fotografie pittorialiste, una corposa raccolta di stampe di Edward Steichen e un'eccezionale serie di fotografie realizzate da Stieglitz stesso e provenienti dal suo laboratorio. Il Met integrò la collezione Stieglitz con gli 8 500 pezzi della Collezione Gilman Paper Company (primi esempi di fotografia francese e statunitense), con la Collezione Rubel (primi esempi di fotografia britannica) e la Collezione Ford Motor Company (fotografie statunitensi ed europee del periodo successivo alla prima guerra mondiale).
Il museo ha anche acquisito la collezione personale di Walker Evans, un acquisto davvero a sensazione, data la fortissima richiesta sul mercato delle opere del maestro. Anche se la sezione dal 1997 dispone di una galleria dedicata, non tutte le opere a disposizione sono sempre esibite, a causa della delicatezza di buona parte del materiale. La sezione ha tuttavia organizzato alcune delle più apprezzate mostre temporanee del recente passato del Met, tra cui una retrospettiva dedicata a Diane Arbus.

### Strumenti musicali
La collezione di strumenti musicali del Met, grazie ai suoi più di 5 000 esemplari provenienti da tutto il mondo, è virtualmente qualcosa di unico nell'ambito dei principali musei. La collezione venne iniziata nel 1889, con una donazione da parte di Lucy W. Drexel che comprendeva varie centinaia di strumenti, ma la maggior parte dell'attuale patrimonio della sezione proviene dalle donazioni effettuate negli anni successivi da Mary Elizabeth Adams, moglie di John Crosby Brown. Gli strumenti non sono inseriti nella sezione soltanto per il loro aspetto esteriore, ma anche per le loro caratteristiche tecniche e per gli aspetti sociali che rappresentano per le loro culture di origine. La collezione si propone di raggiungere una dimensione enciclopedica; in essa sono rappresentati tutti i continenti e quasi ogni stadio della loro evoluzione musical-culturale. Tra i pezzi più notevoli della collezione vi sono vari violini di Stradivari, una raccolta di strumenti asiatici fatta di metalli preziosi e il più antico pianoforte attualmente esistente, un modello di Bartolomeo Cristofori del 1720. Molti degli strumenti sono tuttora utilizzabili e i responsabili della sezione incoraggiano il loro uso organizzando concerti e dimostrazioni di musicisti appositamente invitati.

### Biblioteche
La biblioteca principale del Met è la Biblioteca Thomas J. Watson, che prende il nome del suo benefattore. Contiene soprattutto libri che trattano la storia dell'arte, tra cui cataloghi di mostre e di vendite all'asta, e in generale si propone di valorizzare i contenuti dell'esposizione permanente del museo. Numerose sezioni dispongono di proprie biblioteche specializzate nella loro area di interesse. Sia la Biblioteca Watson che quelle di sezione contengono anche testi importanti, rari od antichi che possono essere considerati essi stessi delle opere d'arte. Tra questi testi di Dürer e Athanasius Kircher, alcuni dei primi numeri della rivista surrealista VVV e una copia de "La descrizione dell'Egitto", commissionata nel 1803 da Napoleone Bonaparte e considerata una delle più importanti pubblicazioni francesi della storia.

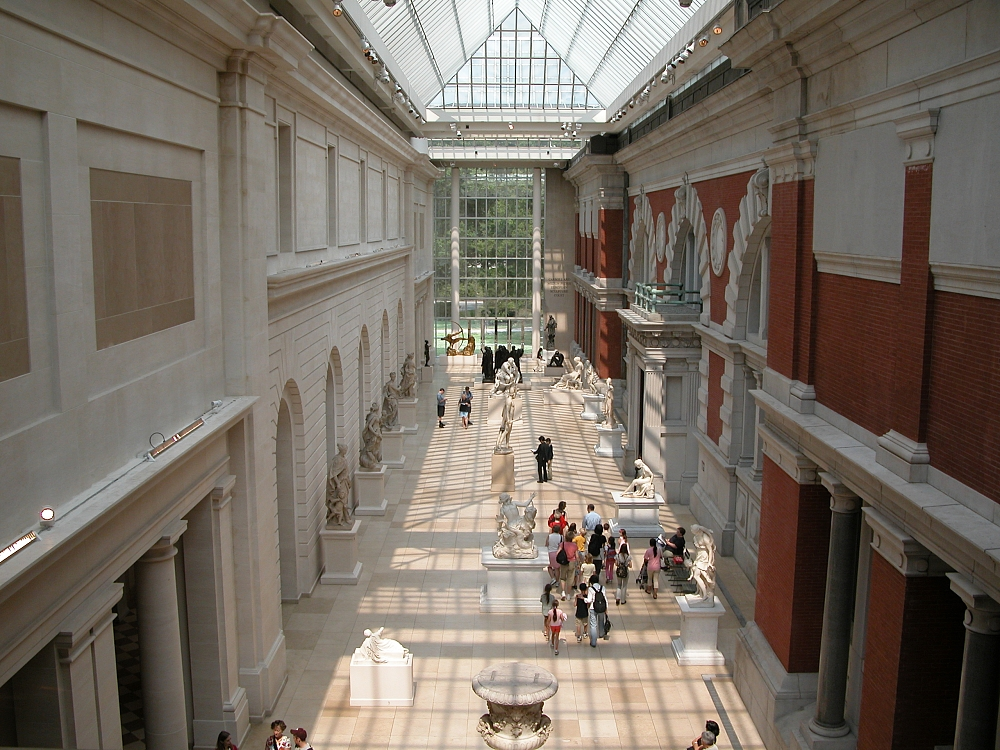
La sala della scultura europea del XVII-XIX secolo.

Alcune biblioteche di sezione sono aperte al pubblico anche senza appuntamento. La Library and Teacher Resource Center, Ruth and Harold Uris Center for Education è aperta a tutti i visitatori per approfondire le proprie conoscenze d'arte e storia dell'arte, e per apprendere notizie sul museo e sulle sue esposizioni permanenti e temporanee. La Robert Goldwater Library, parte della sezione di arte africana, oceanica e delle Americhe è aperta a ricercatori e studiosi adulti a partire chi frequenta le scuole superiori. La maggior parte delle altre biblioteche di sezione sono riservate al personale del museo e sono aperte al pubblico solo su appuntamento.

## Politica di acquisizioni e cessioni del Met
Durante gli anni settanta, sotto la direzione di Thomas Hoving, il Met modificò la propria politica di gestione della collezione. Il nuovo orientamento fu di cercare di acquisire opere di valore e rinomanza "mondiale", recuperando i fondi necessari a queste acquisizioni vendendo pezzi di valore medio e medio alto già presenti nella collezione. Anche se il Met ha da sempre venduto pezzi doppi o minori per finanziare le nuove acquisizioni, la nuova politica si è tradotta in un approccio più aggressivo e audace e ha comportato la cessione di opere di alto livello, che in precedenza non sarebbe stata possibile.
Questo modo di procedere ha attirato molte critiche (in particolare da parte del New York Times). Tuttavia la nuova politica ha ottenuto i risultati che si proponeva; molte delle opere acquisite con i fondi recuperati con le cessioni sono adesso considerate le "stelle" della collezione del museo. Sulla sua scia anche altri musei hanno quindi tentato di imitare la stessa politica "aggressiva" nelle cessioni. Questo tipo di gestione continua tuttora e di recente è stata venduta un'opera di grande valore come la fotografia di Edward Steichen del 1904 The Pond-Moonlight (di cui è comunque presente al Met un altro esemplare) per il prezzo record di 2 900 000 $.

## Opere maggiori

### Arte egizia
- Amenemhat I con divinità, prima metà XX secolo a.C.
- Amenofi III in serpentinite, 1360/1350 a.C.
- Tutankhamon come Amon, 1330/1320 a.C.
- Stele di Metternich, metà IV secolo a.C.

### Scuola italiana
Andrea del Sarto
- Sacra Famiglia Borgherini, 1529 circa
- Ritratto d'uomo, (attribuzione incerta) 1528-1529,

Fra Bartolomeo
- Madonna col Bambino e san Giovannino, 1497 circa

Berlinghiero Berlinghieri
- Madonna col Bambino, 1230-1235 circa

Sandro Botticelli
- Annunciazione, 1490-1493
- Comunione di san Girolamo, 1495 circa

Francesco Botticini
- San Sebastiano, 1473-1474

Bramantino
- Madonna Kleinberger, ante 1508 circa

Caravaggio
- Concerto, 1595
- Sacra Famiglia con san Giovannino, 1605-1606
- Negazione di san Pietro, 1609–1610

Vittore Carpaccio
- Meditazione sulla Passione, 1500-1510 circa

Cima da Conegliano
- Madonna col Bambino tra i santi Francesco e Chiara, 1492-1495
- Tre Santi: Rocco, Antonio Abate, e Lucia, 1513

Correggio
- Quattro santi, 1514 circa

Carlo Crivelli
- Apostolo con cartiglio, 1471 circa
- Madonna Linsky, 1472
- San Domenico, 1472
- San Giorgio, 1472
- Madonna Lenti, 1472-1773 circa
- Pietà, 1476

Donatello (bottega)
- Fanciullo alato, 1430 circa

Duccio di Buoninsegna
- Madonna Stroganoff, 1300 circa

Francesco di Giorgio Martini (attribuzione incerta)
- Studiolo di Guidobaldo da Montefeltro, 1479-1482

Gentile da Fabriano
- Madonna Davis, 1410 circa

Artemisia Gentileschi
- Ester e Assuero, 1628-1635

Ghirlandaio
- San Cristoforo, 1473 circa

Giotto
- Adorazione dei Magi, 1320-1325 circa

Filippo Lippi
- Ritratto di donna con un uomo al davanzale, 1435-1436
- Pala Alessandri
- Santi Agostino, Francesco, Benedetto e un santo vescovo
- Madonna col Bambino in trono e due angeli, 1440 circa

Lorenzo Lotto
- Venere e Cupido, 1513-1526 circa
- Ritratto di fra' Gregorio Belo da Vicenza, 1546

Maestro dell'Osservanza
- Sant'Antonio tentato da un mucchio d'oro, 1435-1440

Michelangelo Buonarroti
- Giovane arciere (attr.), 1491-1492 circa

Niccolò di Bonaccorso
- Incoronazione della Vergine, 1380 circa

Andrea Mantegna
- Adorazione dei pastori, 1450-1451 circa
- Madonna Butler, 1460 circa
- Madonna Altman, 1495-1505 circa

Michelino da Besozzo
- Sposalizio della Vergine, 1435 circa

Piero di Cosimo
- Caccia primitiva, 1500-1505 circa
- Ritorno dalla caccia, 1500-1505 circa

Raffaello Sanzio
- Pala Colonna e Orazione nell'orto, 1503-1505 circa

Giovanni Girolamo Savoldo
- San Matteo e l'angelo, 1530-1535 circa

Lo Scheggia
- Trionfo della Fama, 1449

Tiziano Vecellio
- Madonna Bache, 1510 circa
- Ritratto d'uomo Grimani, 1512 circa
- Venere e Adone, 1560 circa

Mattia Preti
- Pilato si lava le mani, 1663

Corrado Giaquinto
- Maria Maddalena penitente, 1750

### Scuola fiamminga e olandese
Hieronymus Bosch
- Adorazione dei Magi, 1474 circa

Gerard David
- Madonna col Bambino e quattro angeli, 1510-1515
- Riposo durante la fuga in Egitto, 1512-1515

Bruegel il Vecchio
- Mietitura, 1565

Robert Campin
- Trittico di Mérode, 1427

Petrus Christus
- Sant'Eligio nella bottega di un orefice, 1449
- Ritratto di un certosino, 1446

Hans Memling
- Ritratto di Tommaso Portinari, 1470-1480 circa
- Ritratto di Maria Portinari, 1470-1480 circa

Rembrandt
- Nobile orientale (il nobile slavo), 1632
- Aristotele contempla il busto di Omero, 1653
- Hendrickje in veste di Flora, 1654 circa

Vincent van Gogh
- Due girasoli, 1887
- L'Arlesiana, 1888
- Vaso con iris, 1889

Jan van Eyck
- Crocifissione e Giudizio finale, 1430 circa

Jan Vermeer
- Giovane donna assopita, 1657
- Suonatrice di liuto, 1664
- Donna con brocca d'acqua, 1664 circa
- Ragazza con velo, 1666 circa
- Allegoria della fede, 1671-1674

### Scuola tedesca
Arnold Böcklin
- L'isola dei morti (1880)

Albrecht Dürer
- Sant'Anna Metterza (1519)

### Scuola francese
Pierre Bonnard
- Terrazza a Vernon, 1920-1939

Edgar Degas
- Donna con crisantemi, 1865
- Ritratto di James Tissot, 1866-1868

Jean Fouquet
- Fogli del Libro d'Ore di Étienne Chevalier, 1452-1460

Édouard Manet
- Il chitarrista spagnolo, 1860
- Victorine Meurent in costume di "espada", 1862
- Cristo morto e due angeli, 1863
- Donna con pappagallo, 1866
- In barca ad Argenteuil, 1874

Paul Gauguin
- Ave Maria (La Orana Maria), 1891

Claude Monet
- La terrazza a Sainte-Adresse, 1866
- La Manneporte, 1883
- Il palazzo del Doge visto da San Giorgio Maggiore, 1908

Henri Regnault
- Salomè, 1870

Georges-Pierre Seurat
- Sottobosco a Pontaubert, 1881-1882
- Studio finale per la composizione della Grande-Jatte, 1884
- La parata del circo, 1888
- Il canale di Gravelines, una sera, 1890

### Scuola spagnola
Bartolomé Esteban Murillo
- Cristo crocifisso, 1675 circa

Salvador Dalí
- Corpus Hypercubus, 1954

El Greco
- Ritratto di cardinale, 1600 circa
- Veduta di Toledo, 1610 circa

Francisco Goya
- Majas al balcone, 1808–1814

Pablo Picasso
- Arlecchino pensoso, 1901
- Ritratto di Gertrude Stein, 1905-1906

### Scuola americana
Thomas Cole
- Il calice del Titano, 1833

Henry Lerolle
- The Organ Rehearsal, 1887

Winslow Homer
- Northeaster, 1895

Jackson Pollock
- Pasiphaë, 1943 circa
- Autumn Rhythm (Number 30), 1950